# Daniel Ortega
Pour les articles homonymes, voir Ortega et Saavedra.
José Daniel Ortega Saavedra [ xoˈse daˈnjel oɾˈteɣa saːˈβɛðɾa̝], né le 11 novembre 1945 à La Libertad, est un homme d'État nicaraguayen, membre du Front sandiniste de libération nationale (FSLN) au sein duquel il participe au renversement de la dynastie des Somoza.
Président de la Junte de gouvernement de reconstruction nationale durant la première période de la révolution sandiniste, de 1979 à 1985, il est président de la République de 1985 à 1990. Après sa défaite à la présidentielle de 1990, il se représente de nouveau en 1996, 2001 et 2006, année à laquelle il est de nouveau élu président. 
Il prend ses fonctions le 10 janvier 2007, puis est réélu de manière controversée en 2011, 2016 et 2021, alors que sa présidence emprunte un tournant autoritaire. Le caractère de la répression s'intensifie durant son quatrième mandat, lors duquel plusieurs ONG, universités et journaux indépendants sont fermés ; il est en conséquence considéré comme un dictateur,,.
À plusieurs reprises, il fait changer la Constitution du pays. En 2025, sa femme, Rosario Murillo, est nommée co-présidente de la République.

## Jeunesse
Daniel Ortega, issu d'une famille de la classe moyenne, est le fils de Daniel Ortega et Lidia Saavedra, tous deux actifs opposants à la dictature d'Anastasio Somoza García. En 1963, il entre à l'université centraméricaine de Managua. Il abandonne cependant très vite ses études et rejoint le Front sandiniste de libération nationale, qui lutte contre le régime d'Anastasio Somoza Debayle. 
En 1967, il est arrêté avec plusieurs autres militants et emprisonné ; comme tous les prisonniers politiques, il est soumis à la torture durant ses années de détention. Il est libéré en 1974, après sept ans d'emprisonnement, à la faveur d'un échange de prisonniers entre la guérilla et le régime : un commando sandiniste avait capturé un membre de la famille Somoza, ainsi que les ambassadeurs américain et chilien au Nicaragua.

## Révolution sandiniste

### Junte de reconstruction nationale
En juillet 1979, avec l'aide d'un soulèvement populaire, la guérilla socialiste du Front sandiniste de libération nationale renverse le dictateur Anastasio Somoza Debayle. Une Junta de Gobierno de Reconstrucción Nacional est constituée, regroupant des représentants des différentes forces d'opposition au régime renversé : Daniel Ortega, chef de file de la faction dite tercériste du FSLN (qui insistait sur l'action militaire davantage que sur le travail idéologique pour abattre le régime) ; Sergio Ramírez Mercado (écrivain et sympathisant sandiniste), Moisés Hassan (militant sandiniste) ; Alfonso Robelo Callejas (homme d'affaires libéral) et Violeta Barrios de Chamorro (directrice du journal libéral La Prensa).
Très tôt, la junte se défit, abandonnée par ses représentants de mouvements libéraux qui n’acceptèrent pas la mainmise croissante des sandinistes sur les organes essentiels du pouvoir. Sous la conduite de Daniel Ortega, se confirmèrent les craintes des libéraux de voir s’instaurer un régime de type socialiste avec le FSLN dans le rôle de parti politique pratiquant la « démocratie participative » encadrée par les comités de défense[réf. nécessaire].
Le régime nationalise les banques, les compagnies d’assurances ainsi que les ressources minières et forestières. Les importations et exportations de produits alimentaires sont placées sous contrôle de l’État. La peine de mort est abolie et l'homosexualité dépénalisée,.

### Politique sociale
Le gouvernement sandiniste planifie une « croisade nationale d'alphabétisation », qui constituera sans doute sa plus grande réussite. Inspirées des programmes développés à Cuba après la révolution, des milliers de patrouilles d'alphabétisation sont envoyées partout dans le pays, dotées par le gouvernement d'importants moyens. Alors que le pays était plongé dans la guerre civile, le budget consacré à l'éducation est plus que doublé, et le taux d'alphabétisation croît de 13 % à 50 % au cours des années 1980. L'UNESCO décerne au Nicaragua le prix Nadejda Kroupskaïa en reconnaissance de ces efforts.
Le FSLN porte également son attention sur l’amélioration du système de santé nicaraguayen, notamment à travers des campagnes de vaccination et par la construction d’hôpitaux publics, ce qui permet principalement de réduire de moitié la mortalité infantile en la ramenant à 40 pour mille. Dans le domaine de la réforme agraire, les propriétés de la famille Somoza et de certains cadres du régime déchu sont redistribuées aux paysans ou converties en fermes d’État. L'envergure de la réforme reste toutefois limitée puisqu'elle ne concernait que les propriétaires les plus notoirement somozistes et non pas l’ensemble de la structure agraire.

### Conflit avec les États-Unis et insurrection intérieure
Le gouvernement de Daniel Ortega se déclarait inspiré par le socialisme démocratique de Salvador Allende, tout en affichant une proximité diplomatique avec Cuba. En réaction, les États-Unis placent le Nicaragua sous embargo et soutiennent la guerre des Contras, mouvement d'opposition armé et entraîné par la CIA, car le président Ronald Reagan avait la crainte d'un pays communiste allié à l'URSS en Amérique centrale.

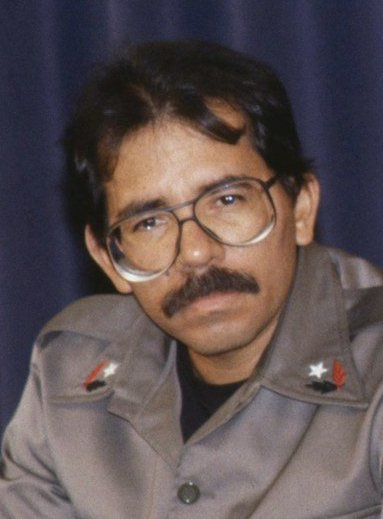
Daniel Ortega en 1989.

Le 4 novembre 1984 se tint la première élection présidentielle depuis le soulèvement armé de 1979, dont son parti sortit victorieux (67 %), mais les États-Unis rejetèrent l'élection sous motif de fraude, malgré la présence massive d'observateurs internationaux. La principale force d'opposition, la Coordination démocratique nicaraguayenne, après avoir initialement annoncé sa participation aux élections, appelle finalement à l'abstention à la suite d'un voyage aux États-Unis de son dirigeant Arturo Cruz. Washington offrait alors trois cent mille dollars aux dirigeants de partis qui se retireraient des listes afin d’ôter toute crédibilité à des élections dont les sandinistes étaient largement favoris. Le 9 janvier 1987, Daniel Ortega fait adopter une nouvelle constitution.
Les ports du pays avaient déjà été minés par les États-Unis en mars 1984 pour empêcher le Nicaragua de commercer avec l'extérieur, et la guerre menée par les Contras occasionne près de 30 000 morts et de lourds dommages à l'économie. Plusieurs scandales viennent médiatiser cette guerre : révélation en 1986 des ventes d’armes à l’Iran (Irangate) ou du trafic de cocaïne institutionnalisé par la CIA depuis la Colombie pour financer les « contras ». Les États-Unis sont condamnés en 1987 par le Tribunal international de La Haye à 17 milliards de dollars d'indemnisation au Nicaragua, somme qui ne sera jamais versée.
Fin 1989, Daniel Ortega annonce l'anticipation de neuf mois du scrutin de 1990.

## Après 1990

### Dans l'opposition
Le 25 février 1990, des élections anticipées virent la défaite du FSLN au profit de Violeta Chamorro, du parti UNO (Unión Nacional Opositora), alliance de partis opposés au gouvernement sandiniste. Daniel Ortega reconnut sa défaite, ce qui crédibilisa grandement la volonté déclarée de transparence du régime sandiniste, mais il déclara néanmoins que le FSLN continuerait de gouverner « d'en bas ». Ainsi, quelque temps avant la transmission du pouvoir, le gouvernement Ortega enregistra le passage à la propriété de cadres du parti d’une fortune en biens fonciers privés[pas clair], confisqués aux premiers jours de la révolution. S'il s'agissait prétendument d'assurer au parti des ressources financières pour continuer la lutte, beaucoup estimèrent que cette manœuvre témoignait de la corruption qui s'était insinuée au FSLN après des années de gestion du pouvoir.
Le 20 octobre 1996, Ortega fut à nouveau battu à la présidentielle, le vainqueur étant Arnoldo Alemán du parti libéral AL (Alianza Liberal), à la suite d'une élection entachée de fraudes électorales. L'ex-président américain Jimmy Carter intervient personnellement pour convaincre Ortega d'accepter « la défaite » malgré la fraude pour « préserver la paix » revenue peu auparavant. Ortega conclut avec son adversaire un pacte de partage des pouvoirs, qui permit aux deux partis, libéral et sandiniste, pourtant historiquement et politiquement opposés, de contrôler la grande majorité des institutions. Ce pacte fut désapprouvé par beaucoup d'intellectuels de gauche, qui y virent une trahison aux idéaux sandinistes. Les partisans de ce pacte assurèrent au contraire qu'une conquête du pouvoir nécessite des compromis et que le FSLN s'était déjà par le passé allié avec certains secteurs de la bourgeoisie pour combattre la dictature.
Le 4 novembre 2001, le libéral Enrique Bolaños, soutenu par les États-Unis, l'emporta largement avec 56,3 % des suffrages, loin devant Daniel Ortega, qui en recueillit 42,3 %. Daniel Ortega, qui s'était présenté comme candidat de la Convergencia Nacional (une alliance rassemblant le FSLN et divers partis de gauche et centre-gauche), fut appelé par ses détracteurs « ami de terroristes », pour les relations qu'il maintint dans les années 1980 avec des dirigeants arabes tels que Mouammar Kadhafi et Yasser Arafat.
En 2004, Ortega renouvela formellement le pacte avec l'ex-président Arnoldo Alemán, malgré le fait que celui-ci ait été condamné à 20 ans de détention et assigné à résidence pour corruption et blanchiment d'argent, entre autres. Ces deux leaders politiques comptent sur un fort soutien des masses populaires, sandinistes pour l'un, libérales pour l'autre. Ils sont alors opposés au président Enrique Bolaños Geyer, dont le parti, le PLC (Partido Liberal Constitucionalista), est resté fidèle à Alemán.
Plusieurs opposants au pacte, dont Ernesto Cardenal, Herty Lewites ou encore le chanteur populaire Carlos Mejía Godoy, ont rejoint un parti dissident, le Mouvement de rénovation sandiniste (MRS), fondé en 1995 par Sergio Ramírez.
Selon l'ambassadeur des États-Unis à Managua, Paul Trivelli, fortement impliqué dans la campagne présidentielle du candidat conservateur Eduardo Montealegre, Daniel Ortega et le Front sandiniste de libération nationale reçoivent régulièrement de l'argent des cartels de la drogue pour financer leurs campagnes électorales au Nicaragua. En échange de cet argent, ce dernier ordonnerait aux juges de prononcer des peines clémentes contre les trafiquants arrêtés par les forces de sécurité.

### Élections de 2006
L'élection présidentielle du 5 novembre 2006, a opposé Daniel Ortega (FSLN) à Eduardo Montealegre (ALN, droite), José Rizo Castellón (PLC, droite), Edmundo Jarquín Calderón (MRS, gauche) et Edén Pastora (AC, gauche). Son principal rival, Eduardo Montealegre, bénéficiait du soutien du gouvernement sortant et de Washington.
Favori dans les sondages, Daniel Ortega remporte 37,99 % des suffrages (soit 930 862 voix), ce qui lui assure la victoire au premier tour, avec une avance confortable de presque 10 points sur Eduardo Montealegre, qui n'emporte que 28,30 % des votes. José Rizo bénéficie de 26,21 % de votes, Edmundo Jarquín de 6,44 % et Edén Pastora de 0,27 %.
Daniel Ortega est élu président de la République au premier tour du fait de son résultat situé au-dessus des 35 % et de son avance de plus de cinq points sur son adversaire le plus proche. La constitution étant ainsi arrangée de façon à faciliter l’élection d'un candidat au premier tour pour en éviter un second. Le Figaro estime que cet amendement lui permet d'assurer sa réélection.

## Retour à la présidence
Daniel Ortega a d'abord voulu donner une nouvelle image de son parti, plus modérée que son passé révolutionnaire. Paradoxalement, cela l'a mené à s'allier à des intérêts traditionnellement considérés comme de droite, comme l'Église catholique, encore qu'elle soit influencée au Nicaragua en partie par la théologie de la libération, et des ex-Contras (son candidat à la vice-présidence en est un). En 2006, le camp sandiniste a ainsi appuyé un projet de loi présenté par les députés libéraux (en en modérant toutefois la sévérité des peines encourues) interdisant l'avortement thérapeutique (autorisé depuis 1837), loi qui a été adoptée par le Parlement. En revanche, l'homosexualité est dépénalisée en 2007, malgré l'opposition des partis de droite, après avoir été pénalisée en 1992 par le gouvernement de l'Union nationale d'opposition.

### Politique économique et sociale
Le chercheur américain William I. Robinson estime que Daniel Ortega a suivi une politique économique modérée, « cogouvernant avec le patronat, organisé au sein du Conseil supérieur de l'entreprise privée (Cosep), avant que ce dernier ne rompe dans la foulée des manifestations de 2018. Cela n'a pas empêché le président sandiniste de renationaliser les secteurs de la santé et de l'éducation, d'accroitre les dépenses sociales et d'investir dans les infrastructures ».
Le Nicaragua a connu un développement économique important entre 2007 et 2019, son PIB ayant doublé au cours de cette période, facilitant une diminution de la pauvreté de 30 %, le plus faible taux d’homicide d’Amérique centrale, et la construction d’infrastructures de base (routes, égouts, alimentation en eau potable) qui avaient toujours fait défaut dans l'histoire du pays.
En matière de politique sociale, les frais de scolarité sont supprimés, tandis qu’hôpitaux et centres de santé publics redeviennent accessibles gratuitement. Avec l'aide de Cuba, une nouvelle politique de lutte contre l’analphabétisme est engagée (l'analphabétisme s'était développé depuis la présidence Chamorro) et « l'Opération miracle » permet de proposer à la population des opérations de chirurgies oculaires gratuites. Enfin, un plan « zéro faim », consistant en une distribution auprès des plus pauvres de produits agricoles et d'une somme d'argent pour permettre le développement de petites exploitations, est appliqué à destination des campagnes.

### Politique extérieure

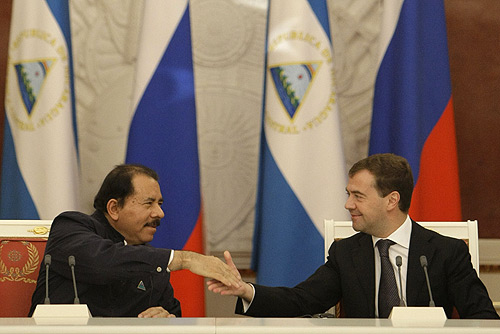
En compagnie de Dmitri Medvedev, à Moscou, le 18 décembre 2008.

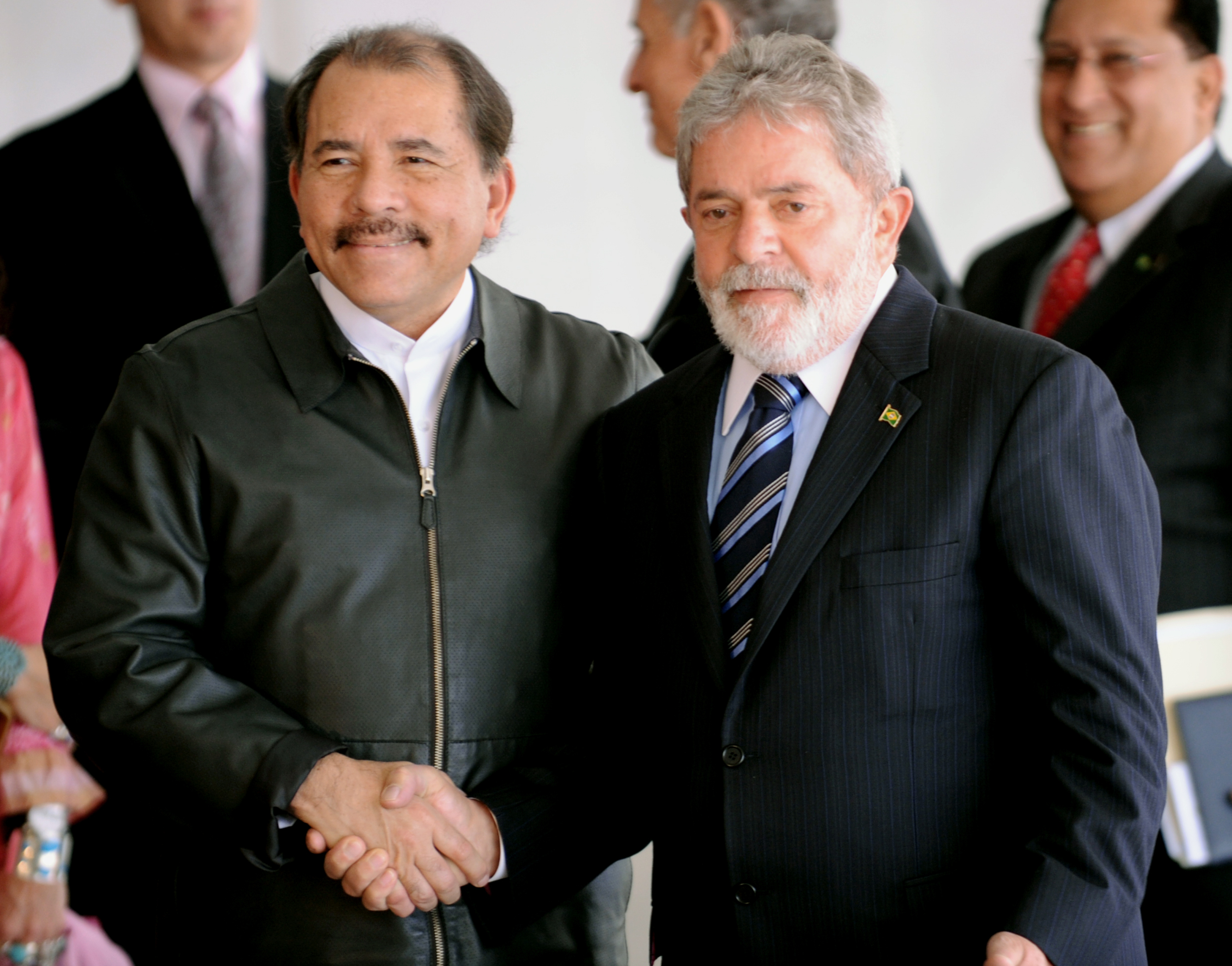
Lula accueille Daniel Ortega au palais d'Itamaraty, le 28 juillet 2010.

Daniel Ortega soutient notamment les revendications nationales de la Palestine, de l'Ossétie du Sud, et du Sahara occidental. Tout comme Raúl Castro, Bachar el-Assad, Mahmoud Ahmadinejad, Evo Morales ou encore Hugo Chávez, il soutient ouvertement le colonel Kadhafi au début de la guerre en Libye de 2011, par solidarité « anti-impérialiste » et en souvenir du soutien apporté par la Libye dans la lutte contre la dictature de Somoza, puis contre les contras . Le Nicaragua adhère par ailleurs à l’Alliance bolivarienne pour les Amériques (ALBA) en 2007. Ortega dénonce les « coups d’État » menés en 2009 au Honduras contre Manuel Zelaya et en 2012 au Paraguay contre Fernando Lugo. Il critique également la destitution de la présidente brésilienne Dilma Rousseff en 2016, regrettant le retour du « néolibéralisme ». Daniel Ortega est aussi proche de la Russie de Vladimir Poutine et de la Biélorussie d'Alexandre Loukachenko.
Il semble sympathiser avec les guérilleros colombiens des FARC qu'il qualifie de « frères » tout en accordant l'asile politique à des guérilleros rescapés du bombardement de leur campement en 2008 et offre l'asile politique en 2009 au meneur indigène péruvien Alberto Pizango (en), accusé de « rébellion » par les autorités de son pays.
Ses rapports avec les États-Unis, qui financent les partis politiques et ONG d'opposition nicaraguayens, sont tendus. Depuis 2018, les institutions du Nicaragua et les personnalités politiques proches d'Ortega font l'objet de sanctions décidées par l'administration Trump. En 2021, l’administration Biden instaure le Renacer Act, une série de mesures comprenant le renforcement, en coordination avec le Canada, l'Union européenne et des pays d'Amérique latine, des sanctions américaines. En outre, le texte élargit la surveillance des prêts accordés au Nicaragua par les institutions financières internationales.

### Environnement
Considéré comme l'un des pays qui seront le plus affectés dans l'avenir par le réchauffement climatique et pourtant faible pollueur, le Nicaragua figure en 2016 parmi les rares pays à ne pas signer l'accord de Paris sur le climat. Le gouvernement nicaraguayen avait demandé que les principaux responsables du changement climatique soient davantage mis à contribution, et considérait l'accord insuffisamment contraignant.
Le Nicaragua a rejeté des projets d’exploitation minière du groupe canadien B2 Gold qui pouvaient représenter une menace pour l’environnement.

### Élections de 2011
Le mandat présidentiel est renouvelable une fois de manière non consécutive avec un maximum de deux mandats pour le titulaire. Cette limite de mandat est contournée en 2009 pour permettre à Daniel Ortega de briguer un troisième mandat, le deuxième consécutif.
L'élection présidentielle a lieu le 6 novembre 2011, en même temps que les élections législatives. Selon les résultats finaux, Daniel Ortega est réélu avec 62,65 % des voix dès le premier tour, tandis que le Front sandiniste obtient 63 députés, parmi lesquels 34 femmes. Après l'annonce des résultats, une partie de l'opposition refuse de les reconnaître et des manifestations éclatent, faisant quatre morts et une dizaine de blessés. Le 10 janvier 2012, Ortega entame donc un second mandat de cinq ans à la tête du pays.

### Quatrième mandat

#### Élections de 2016
La révision constitutionnelle de 2014 abroge la limite de mandats constitutionnels.
La candidature d'Ortega est enregistrée en août 2016 pour l’élection présidentielle du 6 novembre. Il est accompagné de son épouse Rosario Murillo, poétesse et militante sandiniste qui assumait alors la fonction de porte-parole du gouvernement, comme candidate à la vice-présidence. Alors que l'opposition dénonce une manœuvre népotiste, Ortega justifie ce choix par l'intention d'encourager la participation des femmes à la vie politique. Cette candidature est jugée largement favorite, en raison de la forte popularité du président, de la réussite des programmes sociaux (le taux de pauvreté a reculé de 42,5 % à 30 % entre 2009 et 2014), et alors que l'opposition, très divisée, présente cinq candidatures distinctes.
Dans le même temps, le Parti libéral indépendant (PLI), l'un des principaux partis d'opposition, est pénalisé par des querelles intestines. Dans l'attente du renouvellement du Parlement par les élections législatives du 6 novembre (concomitantes à la présidentielle), la direction du PLI fait révoquer les mandats de 16 députés qui avaient refusé de se conformer aux nouveaux statuts du parti dans un recours auprès du Conseil suprême électoral, et la candidature présidentielle de Luis Callejas, un ancien contra choisi par la direction précédente, est écartée au profit de José del Carmen Alvarado Ruíz,,.
Daniel Ortega est réélu au premier tour avec 72 % des voix, ce qui provoque des réactions très critiques de la part du département d'État des États-Unis. Les parlementaires américains avaient peu auparavant approuvé le Nica act, permettant aux États-Unis de bloquer les prêts contractés par le Nicaragua auprès d’organismes financiers internationaux.

#### Manifestations de 2018-2019

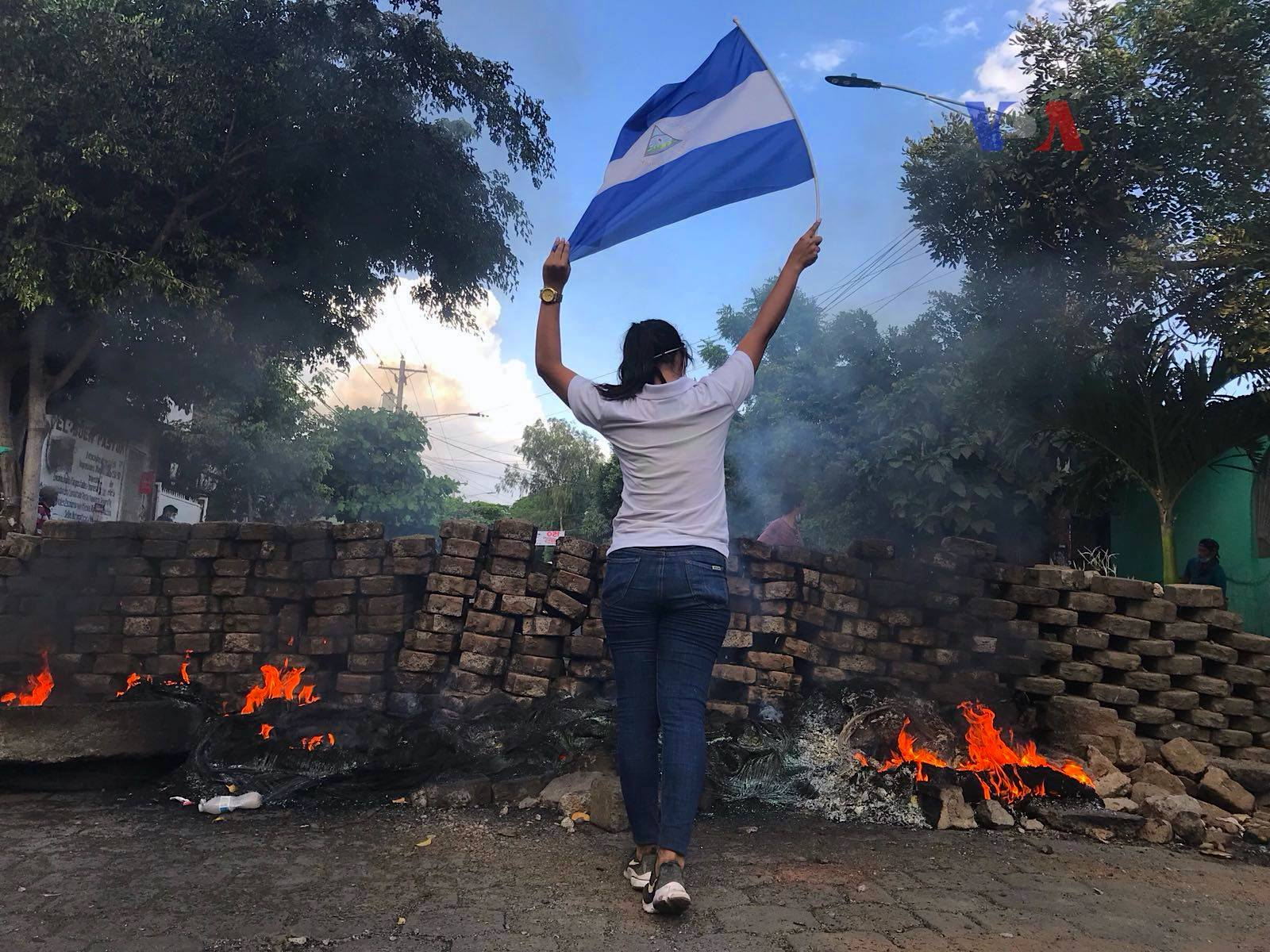
Une manifestante tient le drapeau nicaraguayen près d'une barricade le 20 avril 2018.

Début 2018, Daniel Ortega mène une réforme des retraites visant à augmenter les contributions des employeurs comme des salariés et à baisser de 5 % le montant des retraites afin de réduire le déficit de la sécurité sociale, sur recommandation du Fonds monétaire international. S'ensuivent des manifestations, ce qui conduit le gouvernement à retirer le projet de réforme et amène les protestataires à exiger le départ immédiat d'Ortega du pouvoir. Les affrontements entre protestataires et forces de police font 280 morts et près de 2000 blessés entre avril et août 2018,,,. Fin 2018, Amnesty International recense 320 morts, dont beaucoup de jeunes. La presse liée au pouvoir les présente comme des « terroristes » voulant réaliser un « coup d'État ». Début octobre les rassemblements de l'opposition avaient été interdits et ses leaders sont depuis traqués jusqu'à leur domicile, comme le mentionne une mission de l'ONU. Les protestataires reprochent notamment au président Ortega d'avoir dévoyé la révolution sandiniste, de s'être enrichi grâce aux aides vénézuéliennes et de tout faire pour se maintenir au pouvoir. Le Figaro estime ainsi qu'« il s'est mué en tyran » et « gouverne par la peur et la violence ». Le système médiatique est cadenassé, les grandes chaînes de radio et de TV, ainsi que les compagnies de publicité, ayant été distribuées à des proches du chef de l'État et de son épouse, les médias d'opposition devant fonctionner dans la clandestinité. La vice-présidente Rosario Murillo, par ailleurs son épouse, gère la communication du régime en assimilant depuis les chaînes télévisées d'État les opposants à des « vampires assoiffés de sang ». Des lois obligent les médias et les ONG financés par des fonds étrangers de se signaler aux autorités et autorisent l'emprisonnement des personnes diffusant des informations que les autorités estiment fausses.

### Cinquième mandat

#### Élections de 2021

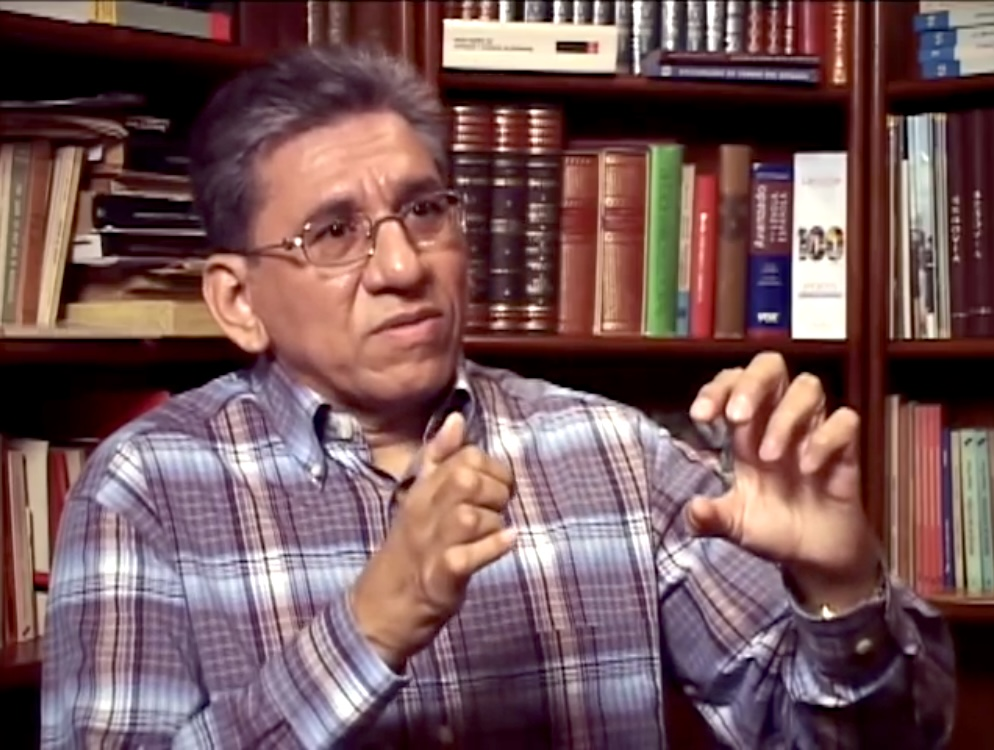
En 2019, Humberto Ortega demande à son frère de libérer les candidats à la présidentielle et la transparence des élections.

Il est candidat à sa réélection pour l'élection présidentielle de 2021. En vertu d'une loi votée en 2020, sept dirigeants politiques qui avaient manifesté leur intention de se présenter contre lui sont emprisonnés ou détenus à domicile, dont Cristiana Chamorro, qui apparaissait comme sa concurrente la plus menaçante. Par ailleurs, depuis le printemps, une centaine de personnalités politiques et de militants des droits de l'homme ont été arrêtés, soulevant les critiques de l'ONG Human Rights Watch, de la Cour interaméricaine des droits de l'homme et de l'ONU, tandis que les États-Unis prennent des sanctions contre les autorités du pays. Des médecins alertant sur la pandémie de Covid-19 sont aussi inquiétés. Pour Daniel Ortega, ses opposants ne sont que des « criminels qui cherchent à le renverser avec l'aide des États-Unis »,. Un certain nombre s'exilent à l'étranger. Selon Manuel Orozco, chercheur du Dialogue interaméricain, un think tank basé à Washington, 600 000 Nicaraguayens, soit 8,7 % de la population, ont quitté le pays entre 2019 et 2022.
Daniel Ortega est finalement réélu avec son épouse. Officiellement ils ont obtenu 75 % des voix, mais l’absence d’observateurs indépendants ne permet pas de confirmer le résultat. Par ailleurs, le taux de participation est annoncé à hauteur de 65 %, mais l’observatoire indépendant Urnas Abiertas estime l’abstention à plus de 80 %. Les conditions de ces élections sont remises en question par l'Organisation des Nations unies, l’Union européenne, les États-Unis et l’Organisation des États américains, qui considèrent qu’il n'a pas existé les conditions « d'élections justes, démocratiques et observées »,.
En novembre 2022, le Front sandiniste de libération nationale gagne aux élections municipales l’intégralité des 153 municipalités du Nicaragua. L'absence d’opposition est telle que le régime au pouvoir a créé de « nouveaux pseudo-partis pour présenter au moins une liste face aux candidats officiels ».

#### Répression des opposants

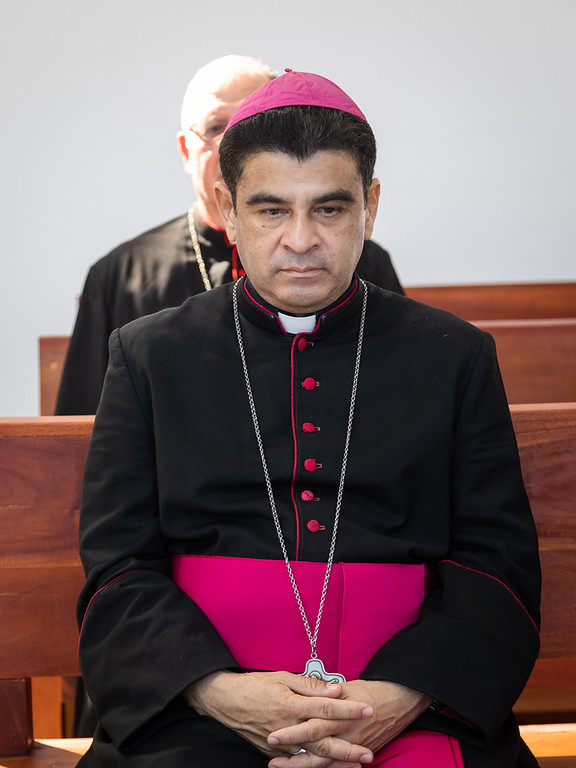
Rolando José Álvarez Lagos, condamné à 26 ans de prison.

Début 2023, le nombre de prisonniers politiques au Nicaragua est évalué par les organisations de défense des droits de l'homme à environ 240 personnes (anciens candidats à la présidentielle, dissidents du mouvement sandiniste, ou encore, prêtres). 

##### Expulsions et déchéance de nationalité
Le 9 février, 222 d'entre eux sont libérés et expulsés vers les États-Unis ; ils se réfugient alors essentiellement au Costa Rica, aux États-Unis ou en Espagne. De plus, ils sont déclarés « traîtres à la patrie » et privés de leur nationalité nicaraguayenne. Puis, 94 opposants au régime du couple Ortega-Murillo, déjà en exil, sont aussi privés de leur nationalité nicaraguayenne,,.
L'évêque de Matagalpa, Rolando José Álvarez Lagos, refuse d'être expulsé vers les États-Unis en échange de sa liberté, il est alors condamné à vingt-six ans de prison et il est déchu de sa nationalité.

##### Harcèlement
Le régime de Daniel Ortega met en place un nouveau dispositif de répression des opposants. Ces derniers sont arrêtés la nuit, chez eux, ils sont mis en examen pour « conspiration » ou « propagation de fausses nouvelles ». Puis ils sont remis en liberté mais doivent pointer tous les jours au commissariat. Pour l'avocat Eliseo Nuñez : « Le fait de devoir pointer tous les jours, parfois à plusieurs dizaines de kilomètres de leur domicile, leur rend la vie impossible, et a poussé certains à l’exil, une façon de plus de désactiver les cellules d’opposition qui pourraient être encore actives dans le pays ». Par ailleurs, l’habilitation à exercer de vingt-sept avocats a été suspendue, ils sont accusés de « trahison à la patrie ».

#### Réforme constitutionnelle de 2024
En novembre 2024, Daniel Ortega soumet au Parlement une révision de la Constitution faisant passer la durée du mandat présidentiel de cinq à six ans, faisant du Nicaragua un « État révolutionnaire » et de la bannière du Front sandiniste de libération nationale, un des drapeaux nationaux. Par ailleurs, le pouvoir exécutif serait exercé par deux co-présidents, Rosario Murillo étant pressentie pour occuper le poste en tandem avec son mari. D'autre part, l'indépendance des pouvoirs législatif, judiciaire, et électoral, ainsi que celle des organes dirigeants des régions et municipalité, est abrogée, se retrouvant sous la coupe du pouvoir exécutif. Enfin, un corps de paramilitaires composé de civils, est mis en place, la restriction de la liberté des médias est constitutionnalisée, de même que celle de la déchéance de la nationalité des dissidents, présentés comme des « traîtres à la patrie ». Le projet est ainsi dénoncé par des opposants à l'étranger, ainsi que par Luis Almagro, secrétaire général de l'Organisation des États américains.
Le 22 novembre, le Parlement se prononce en faveur du projet constitutionnel, « à l'unanimité ». Le texte doit encore passer par un nouvel examen parlementaire afin de le ratifier officiellement, en janvier 2025. Approuvée le 30 janvier, la réforme prolonge le mandat d'Ortega d'un an et permet la nomination du fils du couple, Laureano Ortega, comme vice-président de la République.
En janvier 2025, Rosario Murillo devient co-présidente de la République aux côtés de son mari, dans un contexte où la presse est muselée,.

## Dictature et violations des droits de l'homme

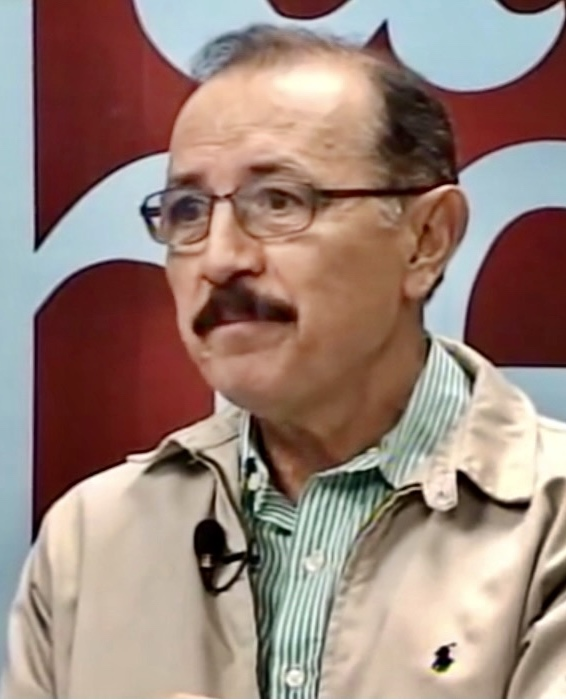
Hugo Torres Jiménez, mort en prison en 2022.

La militante nicaraguayenne Bianca Jagger a soutenu le régime sandiniste dans ses premières années puis, considérant qu'il a trahi la révolution, elle crée en 2005 la Bianca Jagger Human Rights Foundation, afin de porter son combat contre le « dictateur » Daniel Ortega.
Daniel Ortega, à cause de violations répétées des droits de l'homme, fait l'objet de critiques d'ONG comme Amnesty International, tandis que son régime est fréquemment considéré comme ayant pris un tournant autoritaire,,,. Il est qualifié d'autocratique, voire de dictature, par plusieurs médias (Le Monde, El País, Libération ou encore La Croix). Le site d’investigation latino-américain Connectas ?, relayé par Courrier international, le qualifie de « dictateur des temps modernes ». 
Humberto Ortega a critiqué la dérive autoritaire de son frère Daniel Ortega. Il lui a demandé de libérer les prisonniers politiques et lui a reproché la mort, en 2022, en prison d’Hugo Torres Jiménez, un des héros de la révolution sandiniste. Sergio Ramírez, vice-président de Daniel Ortega de 1985 à 1990, déclare en 2018 : « Oui, le régime de Daniel Ortega est une dictature ».
À la suite de la condamnation à la prison de l’évêque Rolando José Álvarez Lagos en février 2023, le pape François qualifie le régime du président Daniel Ortega  de « dictature grossière ». Le régime interdit les célébrations religieuses publiques, censure les médias, ferme les universités catholiques, gèle les comptes en banque de paroisses et instituts catholiques, procède à l'expulsion de communautés religieuses et l'emprisonnement de prêtres. 
Les persécutions contre les catholiques remontent au soulèvement populaire d'avril 2018. Elles peuvent s'expliquer par le fait que, l'Église ayant porté la voix des manifestants et soutenu leurs revendications, elle est en conséquence accusée de trahison par Ortega.
Fin décembre 2024, un juge argentin ordonne son arrestation pour « violation systématique des droits de l'Homme ». Un mandat d'arrêt est émis à son encontre, ainsi que plusieurs des membres de son équipe.

## Famille
En 1978, il rencontre la poétesse Rosario Murillo, avec laquelle il se mariera. Celle-ci devient à partir du 10 janvier 2017, vice-présidente, puis co-présidente de la République à partir du 30 janvier 2025. Son frère, Camilo Ortega (en), engagé contre les Somoza, meurt sous la torture en 1978. Son autre frère Humberto Ortega a été un des dirigeants de la révolution sandiniste avant de devenir ministre de la Défense du Nicaragua. Il est réputé pour être un homme d'affaires millionnaire.
En 1998, Zoilamérica Ortega Murillo, fille de Rosario Murillo, adoptée par Daniel Ortega, dépose plainte contre lui pour « attentat à la pudeur, harcèlement sexuel et viol ». Elle affirme avoir été abusée à plusieurs reprises depuis l'âge de onze ans. Rosario Murillo et les autres enfants de la fratrie contestent ces accusations. La plainte est rejetée le 29 mai par le juge d'instruction de Managua pour vice de forme. Zoilamérica Ortega Murillo s'est exilée au Costa Rica.
Les huit autres enfants de Rosario Murillo sont restés au Nicaragua. Ils détiennent tous le titre de conseiller présidentiel. Ils assurent le contrôle de la distribution du pétrole et du gaz avec la société Albanisa. Avec les bénéfices du pétrole, ils ont investi dans « l’hôtellerie, le bois, la sécurité, les énergies renouvelables ». La plupart d'entre eux dirigent des chaînes de télévision ou des agences de publicité. Selon un entrepreneur, « la fortune du clan est incalculable ». Toutefois, plusieurs témoignages indiquent qu'ils vivent dans « une sorte de prison dorée ». Ils doivent obtenir l'accord de Rosario Murillo pour chaque décision de leur vie,,.
Il déclare être chrétien catholique. Cette déclaration est à prendre avec précaution étant donné les actions menées contre l'Église catholique au Nicaragua